# Euryale
El género Euryale Salisb., 1805 comprende una especie de hierbas anuales o perennes acuáticas y pertenece a la familia Nymphaeaceae. Su especie tipo es E. ferox Salisb., 1805. Es un nenúfar gigante, similar a las especies de Victoria de América meridional. Recibe su nombre de la gorgona Euríale, hermana de Medusa y Esteno.

## Descripción
- Hierbas anuales o perennes de vida corta, con rizoma vertical, corto, sin ramificaciones. Acúleos presentes en el haz y el envés foliar, el peciolo, el pedúnculo floral y el exterior del cáliz.
- Hojas de peciolo largo, sumergidas o flotantes, peltadas, orbiculares a ampliamente elípticas, de 0,3-2,7 m de diámetro, el borde entero, no levantado, nerviación actinódroma, prominente, las juveniles con seno basal, las maduras con una ligera escotadura.
- Flores epíginas; sépalos 4, persistentes, verdosos; pétalos 20-35; estambres 78-92, más cortos que los pétalos, insertos en el ápice del ovario, los filamentos pasando gradualmente de laminares a lineares, conectivo sin apéndice; tecas de dehiscencia introrsa; carpelos (7-)8-16, sincárpicos; estilos ausentes, estigmas en copa estigmática sin apéndices carpelares.
- Fruto grande, aculeado, de dehiscencia irregular.
- Semillas grandes, lisas, ariladas.
- Número cromosómico: 2n = 58.

## Ecología
Las flores se abren usualmente de día, bajo el agua, rara vez por encima de la superficie. Presentan cleistogamia y se reproducen con facilidad, convirtiéndose a veces en malas hierbas.

## Distribución
El género se distribuye desde el norte de la India hasta Japón. 

## Usos
Tiene un gran interés en jardinería como ornamentación de superficies de agua; se usa además como alimento por sus semillas amiláceas y en medicina popular oriental.

## Sinonimia
- Anneslea Roxb. ex Andrews, 1811, nom. rej.. Especie tipo: A. spinosa Andrews, 1811.
- Aneslea Rchb., 1828 (error).

## Táxones específicos incluidos
- Especie Euryale ferox Salisb., 1805 (= Anneslea spinosa Andrews, 1811; E. indica Planch., 1853)

India, China, Japón, Siberia oriental, Corea, Taiwán, Bangladés, Birmania. Introducida en los Estados Unidos. Flores de 50 mm de diámetro, pétalos externos púrpura-violáceos, los internos blanquecinos. Fruto púrpura oscuro, globoso, de 50-100 mm de diámetro. Semillas negras, globosas, 6-10 mm de diámetro. 2n = 58.